# Trưởng Tôn Tung
Bạt Bạt Tung (chữ Hán: 拔拔嵩) hay Trưởng Tôn Tung (长孙嵩, 358 – 437 ), tướng lãnh, khai quốc công thần nhà Bắc Ngụy. Ông có họ hàng gần với hoàng thất Bắc Ngụy, hộ tịch ở quận Đại ; hoạt động từ cuối thời Thập Lục Quốc đến đầu thời Nam Bắc Triều, phụng sự 3 đời hoàng đế Bắc Ngụy: Đạo Vũ đế, Minh Nguyên đế và Thái Vũ đế.

## Tên gọi
Tên (danh) của ông là do Bắc Ngụy Đạo Vũ đế Thác Bạt Khuê ban cho , thuyết khác là do Đại vương Thác Bạt Thập Dực Kiền ban cho , không rõ tên gốc (bằng chữ Tiên Ti) là gì; họ (thị) gốc là Bạt Bạt, sau khi Hiếu Văn đế tiến hành Hán hóa, đổi là Trưởng Tôn.

## Cuộc đời và sự nghiệp

### Khởi nghiệp
Cha Tung là Bạt Bạt Nhân, làm Nam bộ đại nhân của nước Đại. Tung tính khoan nhã có khí độ, năm lên 14, thay cha đứng đầu thị tộc. Tiền Tần diệt Đại (376), Tần Tuyên Chiêu đế Phù Kiên chia nước này làm 2, giao cho thủ lĩnh Độc Cô bộ Hung Nô là Lưu Khố Nhân và thủ lĩnh Thiết Phất bộ Hung Nô là Lưu Vệ Thần. Tung đưa bộ thuộc của mình quy thuận Lưu Khố Nhân.

### Phụng sự Đạo Vũ đế
Con trai Lưu Khố Nhân là Lưu Hiển giết chú là Lưu Quyến đoạt vị (385), Tung đưa bộ hạ cùng láng giềng cả thảy hơn 700 gia đình bỏ trốn, sắp đến Ngũ Nguyên. Bấy giờ con trai của Thác Bạt Thật Quân là Thác Bạt Ô Ác khởi binh, Tung muốn quy phụ ông ta; sau khi gặp mặt, Ô Ác tự xét mình là con của kẻ giết cha, khuyên Tung cùng về với Thác Bạt Khuê. Tung chưa quyết, Ô Ác kéo đầu bò của ông lại, Tung mới nghe theo. Bọn họ gặp Thác Bạt Khuê ở Tam Hán Đình. Thác Bạt Khuê xưng vương, lại lấy Tung làm Nam bộ đại nhân. Tung dần lập nhiều quân công. Sau khi tòng chinh Trung Sơn, được nhận chức Ký Châu thứ sử, ban tước Cự Lộc công. Trải qua các chức vụ thị trung, tư đồ, Tương Châu thứ sử, được phong Nam Bình công, tại nhiệm sở được tiếng tốt.

### Phụng sự Minh Nguyên đế
Minh Nguyên đế lên ngôi (409), Tung cùng bọn Sơn Dương hầu Đạt Hề Cân cả thảy 8 người được ngồi ở bên phải cửa Chỉ Xa, xử lý chánh vụ, đương thời gọi là "bát công".
Đông Tấn tiến đánh Hậu Tần, Minh Nguyên đế cho Tung làm Giả tiết, Đốc Sơn Đông chư quân sự; ông đem quân thẳng đến Bình Nguyên, đi men theo bờ bắc Hoàng Hà, đặt quân thứ ở Bạn Thành. Quân Ngụy bị quân Tấn đánh bại, có chiếu tạm cho quân Tấn mượn đường. Chủ tướng Tấn là Lưu Dụ ngồi trong thuyền thấy cờ lọng của Tung, bèn gởi Linh tửu  cùng thức ăn Giang Nam, ông đều đưa về kinh sư. Có chiếu sai Tung hậu đáp Lưu Dụ. Lại có sắc sai Tung tinh giản quân đội chuẩn bị chiến đấu, tìm cơ hội đánh vào hậu phương của quân Tấn ở Bành, Bái. Nhưng quân Tấn thuận lợi đánh hạ Trường An, Tung bèn lui quân.

### Phụng sự Thái Vũ đế
Minh Nguyên đế có bệnh, đem hậu sự hỏi Tung, ông đề nghị lập Thác Bạt Đảo làm Thái tử, đế nghe theo. Thác Bạt Đảo được lâm triều giám quốc, lấy Tung làm Tả phụ. Thác Bạt Đảo nối ngôi, là Thái Vũ đế, cho Tung tiến tước Bắc Bình vương, Ti Châu trung chánh. Thái Vũ đế hạ chiếu hỏi công khanh nên đánh Hạ hay Nhu Nhiên trước, Tung cùng bọn Bình Dương vương Bạt Bạt Hàn, tư không Đạt Hề Cân cho rằng Nhu Nhiên là mối nguy hại của biên thùy, còn Hạ chỉ là nước nhỏ không đáng ngại; thái thường Thôi Hạo phản bác, cho rằng người Nhu Nhiên đã dời xa hơn về phía bắc, nếu đánh sẽ rất vất vả, còn nước Hạ nhỏ bé, lại mất lòng dân, nên đánh trước. Thượng thư Lưu Khiết, Vũ Kinh hầu An Nguyên đề nghị đánh Bắc Yên, Thái Vũ đế chưa thể đưa ra quyết định. Đến khi Hạ Vũ Liệt đế Hách Liên Bột Bột băng, nước Hạ phát sanh nội loạn, nhiều người muốn đánh, bọn Tung vẫn kiên trì cho rằng thành trì của nước Hạ chắc chắn, lại thêm nguy cơ Nhu Nhiên xâm phạm. Thái Vũ đế ngầm hỏi Thiên sư Khấu Khiêm Chi, Khiêm Chi khuyên đánh; Đỗ Siêu Chi, Thôi Hạo cũng góp lời. Bọn Tung cố can rằng không thể, đế cả giận, trách Tung khi làm quan đã tham ô, sai vũ sĩ ghì đầu ông dập đất để làm nhục. Ít lâu sau được thăng làm Thái úy. Một thời gian sau được gia Trụ quốc đại tướng quân.
Tự ấy, Thái Vũ đế nhiều lần thân chinh, còn Tung lấy thân phận nguyên lão ở lại trấn giữ kinh sư, ngồi nơi triều đường, xét đoán hình ngục. Hoăng, được 80 tuổi, thụy là Tuyên vương. Về sau Thái Vũ đế truy lục công thần triều trước, đem Tung vào thờ trong miếu đình.

## Hậu duệ
- Con là Đồi, gọi cưỡi ngựa bắn cung, sức giương là 300 cân. Được tập tước, gia Thị trung, Chinh nam đại tướng quân. Đồi có tội nên bị truất làm lính thú, về sau được trả lại tước. Thụy là An vương.
- Con Đồi là Đôn, tự Hiếu Hữu, làm đến Bắc trấn đô tướng. Đôn bị kết tội vòi của đút, giáng làm Công. Thời Hiếu Văn đế, Đôn tự giãi bày công lao của tiền nhân, được trả lại tước Vương. Thụy là Giản vương.
- Con Đôn là Đạo, tự Niệm Tăng, được tập tước. Sang đời Tùy, theo lệ bị giáng làm Công, làm đến Tả vệ tướng quân. Thụy là Thận.
- Con Đạo là Duyệt, được tập tước. Cha con Lý Uyên mới khởi nghĩa, trả tước Vương cho Duyệt, về sau lại giáng làm Công. Làm đến Quang lộc thiếu khanh, được tặng Tư không.

## Đánh giá
Bắc sử bình luận: Trưởng Tôn Tung tính khoan hậu trầm nghị, nhận trọng trách giúp vương thất, làm việc trải mấy đời, dần trở thành nguyên lão. Sống làm bậc tông thần, mất thờ nơi miếu đình, đẹp thay!